# Блажкова, Милада
Милада Блажкова (чеш. Milada Blažková, 30 мая 1958, Прага, Чехословакия) — чехословацкая хоккеистка (хоккей на траве), полевой игрок. Серебряный призёр летних Олимпийских игр 1980 года.

## Биография
Милада Блажкова родилась 30 мая 1958 года в Праге.
Играла в хоккей на траве за «Богемианс» из Праги. В 1983—1984 годах дважды становилась чемпионкой страны и признавалась лучшей хоккеисткой Чехословакии.
В 1980 году вошла в состав женской сборной Чехословакии по хоккею на траве на летних Олимпийских играх в Москве и завоевала серебряную медаль. Играла в поле, провела 5 матчей, мячей не забивала.